# Zygmunt Mijakowski
Zygmund Mijakowski (ur. 1949 w Sieradzu) – oficer Wojska Polskiego, pułkownik.

## Życiorys
Do wojska wstąpił w 1968 jako podchorąży Wojskowej Akademii Technicznej, którą ukończył w 1972 r. W latach 1972–1975 dowodzi plutonem inżynieryjno – drogowym w 12 pułku pontonowym w Szczecinie. W okresie od 1975 do 1985 pełnił obowiązki starszego inżyniera, a następnie szefa służb technicznych w tym że 12 pułku pontonowym. W końcu 1985 roku został wyznaczony na stanowisko starszego inżyniera w 5 Brygadzie Saperów, gdzie po sześciu miesiącach został szefem służb technicznych – zastępcą dowódcy brygady. Pod jego nadzorem uruchomiono, pierwszą w Wojsku Polskim, stację diagnostyczną sprzętu inżynieryjnego. Był też autorem projektu urządzenia do bateryjnego wbijania pali z promu parku PP-64. W 1988 roku ukończył studia II stopnia na Politechnice Szczecińskiej. W 1995 roku został przeniesiony do pracy w sztabie Pomorskiego Okręgu Wojskowego, na stanowisko szefa Oddziału Zaopatrzenia Techniki i Logistyki POW, a rok później był zastępcą szefa techniki – szefem Oddziału Eksploatacji POW. W 1997 roku odszedł do rezerwy na własną prośbę i pracował jako kierownik filii Wojskowej Agencji Mienia w Szczecinie, a od 1999 roku prowadzi własną działalność gospodarczą.

## Awanse
- podporucznik – 1972
- porucznik
- kapitan
- major –
- podpułkownik
- pułkownik – 1997

## Ordery i odznaczenia
- Złoty Krzyż Zasługi
- Złoty Medal „Za zasługi dla obronności kraju”
- Złoty Medal „Siły Zbrojne w Służbie Ojczyzny”